# Petri Kokko
Petri Kokko, född 3 februari 1975 Uleåborg i Finland, är en finländsk före detta professionell ishockeyspelare som spelat på elitnivå i fyra länder. Kokko debuterade redan som 18-åring i seniorsammanhang för Oulun Kärpät från hemstaden Uleåborg 1993 i finska andraserien mestis. Kokko lockades därefter över till Ilves i högsta serien. 1995 spelade han i Junior-VM i ishockey för Finland. 
Petri Kokko gjorde en säsong i svenska Hockeyallsvenskan med Team Kiruna IF 1996-97 men återvände till FM-ligan och spel i SaiPa. Kokko gjorde totalt åtta säsonger mer KaiPa fram till 2006. Han stack emellan med en säsong 1999-2000 med Tingsryds AIF i svenska hockeyallsvenskan och deltog även i åtta matcher med Rapperswil-Jona i Schweiz. 2006 gjorde Kokko sin tredje sejour i Sverige och spelade två säsonger med Timrå IK i Elitserien, därefter vände han 2008 åter till Finland, den här gången Espoo Blues. 2009, efter att ha inlett sin andra säsong i Blues, värvades han under hösten av Brynäs IF i elitserien. Efter bara åtta matcher med Brynäs skadades dock Kokko svårt och var borta resten av säsongen. 
Kokko gjorde come back som spelare 2010 och debuterade då i Tjeckien med spel med HC Karlovy Vary i Extraliga. Efter säsongen slutade Kokko.